# Langobardia Minor

Stăpânirile longobarde la moartea regelui Agilulf (616)

Langobardia Minor a constituit denumirea care, la începutul Evului Mediu, a fost atribuită stăpânirilor longobarde în Italia central-sudică, corespunzând ducatelor longobarde de Spoleto și Benevento. După cucerirea Regatului longobard de către Carol cel Mare în anul 774, Langobardia Minor a rămas sub control longobard.
Odată pătrunși în Italia prin Friuli în 568, longobarzii i-au izgonit pe bizantini din cea mai mare parte a teritoriului de la sud de Alpi, însă nu au constituit, cel puțin în faza inițială, o stăpânire uniformă și continuă. Teritoriile supuse se grupau, potrivit terminologiei epocii, în două regiuni majore: Langobardia Major, întinsă de la Alpi până la actuala provincie Toscana, și Langobardia Minor, care includea posesiunile de la sud de teritoriile bizantine (care la sfârșitul secolului al VI-lea se întindeau de la Roma la Ravenna prin actualele provincii italiene Umbria și Marche). Exarhatul de Ravenna se lega de Rome prin "coridorul bizantin", care trecea prin Orvieto, Chiusi și Perugia și separa Langobardia Minor de Langobardia Major. 
În vreme ce Langobardia Major era fragmentat, Langobardia Minor și-a păstrat pentru perioada de existență a Regatului longobard (568-774) o remarcabilă stabilitate instituțională, rămânând divizat în cele două ducate de Spoleto și de Benevento. Cele două s-au format imediat după penetrarea longobardă, în anii '70 din secolul al VI-lea și primii duci longobarzi au fost Faroald în Spoleto și Zotto în Benevento. La început, cele două ducate includeau din punct de vedere geografic doar regiunile continentale, lăsându-le pe cele costiere sub controlul bizantin; abia mai târziu (în special sub domnia lui Agilulf, 591-616) stăpânirile longobarde s-au extins și spre regiunile de coastă. Astfel a început supunerea față de cele două ducate a coastei Adriatice dintre punctele întărite bizantine de la Ancona în nord la Otranto în sud; pe de altă parte, coastele dinspre mările Ionică și Tireniană, au trecut doar parțial sub autoritatea ducelui de Benevento, care nu a reușit niciodată să ocupe Napoli, Salento și extremitatea Calabriei (de la sud de Cosenza și Crotona), și desigur Roma și suburbiile sale.